# RN-160
A RN-160 é uma rodovia estadual do Rio Grande do Norte. Seu ponto inicial está localizado na cidade de Extremoz (Rio Grande do Norte), na Grande Natal, e o final, na cidade de Serrinha (Rio Grande do Norte), já na região Agreste Potiguar.  
A RN-160 é muito importante para o deslocamento para cidades próximas da capital potiguar, uma vez que a mesma corta as principais cidades da Região Metropolitana de Natal, tais como: São Gonçalo do Amarante, onde localiza-se o Aeroporto Internacional Natal Extremoz e Macaíba.
Por força de lei, o trecho que liga Pitangui a Jacumã se chama 'Carlos Eugênio Alecrim Baião'. 